# Francisco da Silva (Administrator)

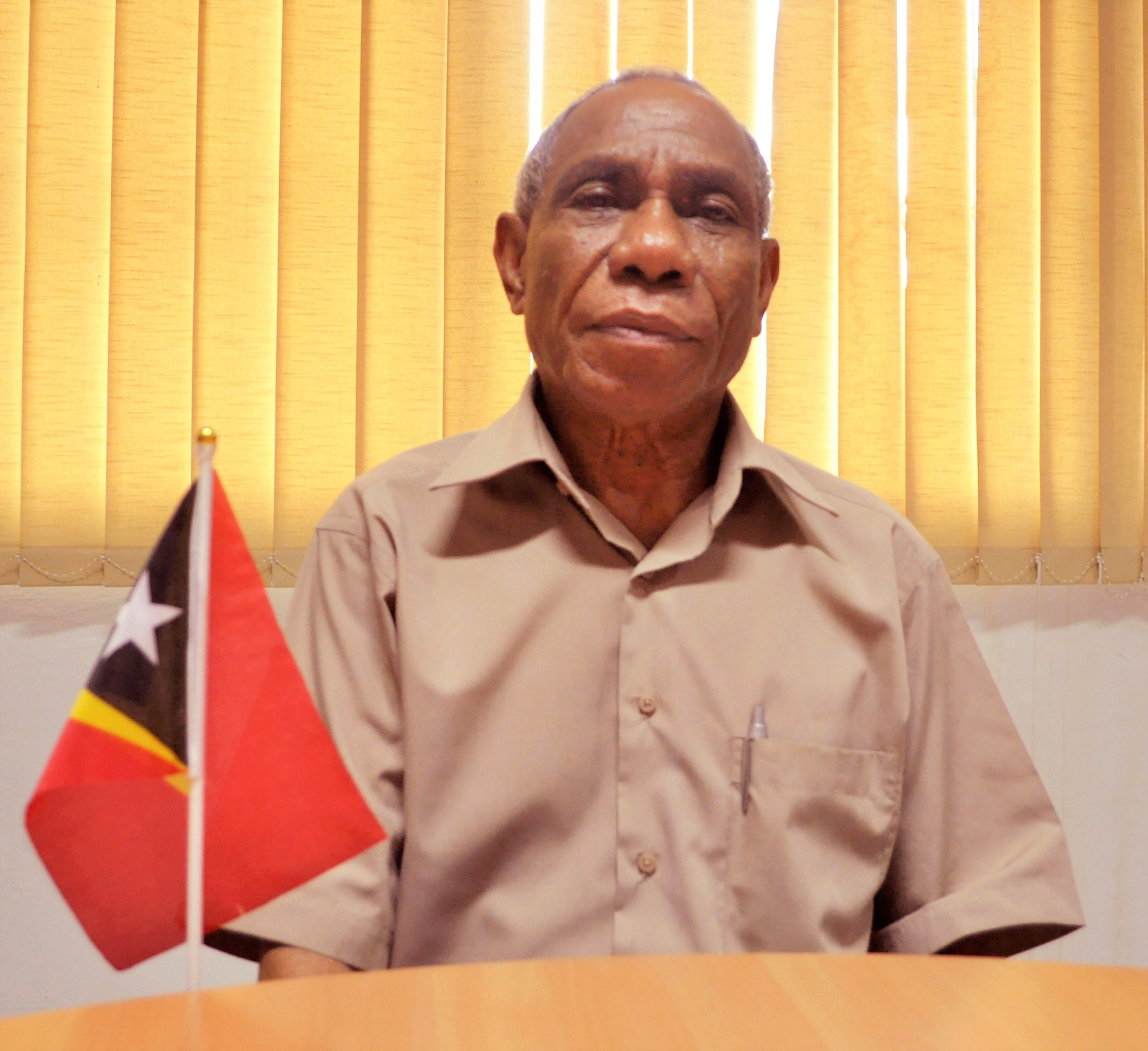
Francisco da Silva

Francisco da Silva (* 10. Oktober 1943; † 3. Mai 2019 in Osttimor) war ein osttimoresischer Beamter, Administrator und Freiheitskämpfer.
Während der indonesischen Besetzung Osttimors (1975–1999) beteiligte er sich im bewaffneten Widerstand gegen die Invasoren. Nach der Entlassung Osttimors in die Unabhängigkeit 2002, war Silva von 2002 bis 2014 der erste Administrator des Distrikts Viqueque. Am 26. September 2014 gab Silva aus Altersgründen vorzeitig sein Amt zurück.